# Radio M (Vela Luka)
Radio M, radijska postaja iz Vele Luke, mjesta na Korčuli.

## Povijest
Osnivač je Udruga Mladeži Vele Luke. Programski sadržaj usmjeren je na mlađe slušateljstvo i sve koji se tako osjećaju. Ciljaju pozitivno utjecati na mladež i njihov kulturni i umjetnički izričaj, promicati kulturnu baštinu, aktivan športski život, pozitivne životne vrijednosti te očuvanje okoliša. Nastoji se ograditi od političkih ili drugih utjecaja. Emitiraju na 90,1 MHz. Budući da su radijski slušatelji univerzalni, postaja je otvorena za sve dobne skupine. Među emisijama koje radio emitira su:
- Dobro vam jutro
- Eko minute
- Iz glazbene škrinje – evergreen
- Govorimo o zdravlju – zdrave minute
- Sve je lako kad si mlad
- Četvrtkom aktualno

## Vanjske poveznice
- Službene stranice
- Facebook